# 大腿動脈
大腿動脈（だいたいどうみゃく、英: Femoral artery）とは、ヒトの鼠蹊部から膝上部までを走行する動脈血管部位の解剖学的名称。

## 接続
外腸骨動脈から膝窩動脈に接続する。その他の分岐としては、大腿深動脈、外側・内側大腿回旋動脈、貫通動脈、下行膝動脈がある。

## 支配領域
大腿部全体を支配する。膝窩動脈も含めれば下肢全体を支配する。

## 臨床的意義
体表に位置する動脈としては総頚動脈に次いで2番目に太い事から、以下のような場合に重要である。
- 橈骨動脈で脈拍を触れる事が出来ないが大腿動脈では触れる場合、血圧はおおよそ60～80mmHgである事が経験的に知られている。
- 血管造影検査での穿刺部位の一つである。殊に脳血管造影検査に於いては、上腕動脈からの穿刺では脳血管に到達できないため、鼠蹊部の大腿動脈が選ばれる。

## 画像

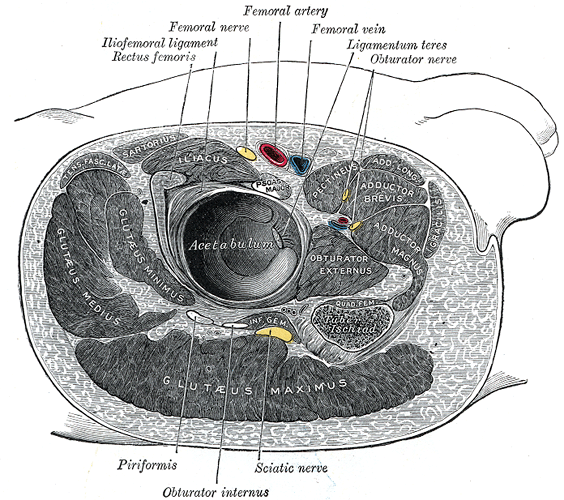
Structures surrounding right hip-joint.
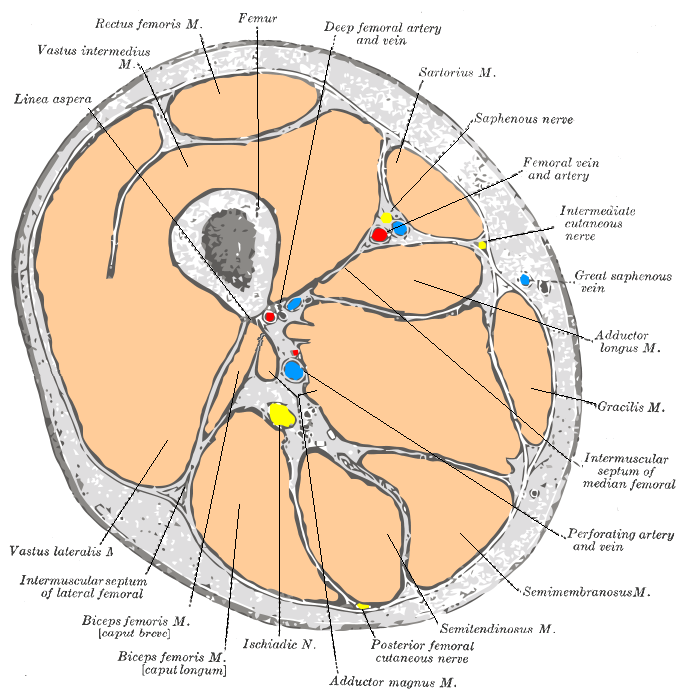
Cross-section through the middle of the thigh.
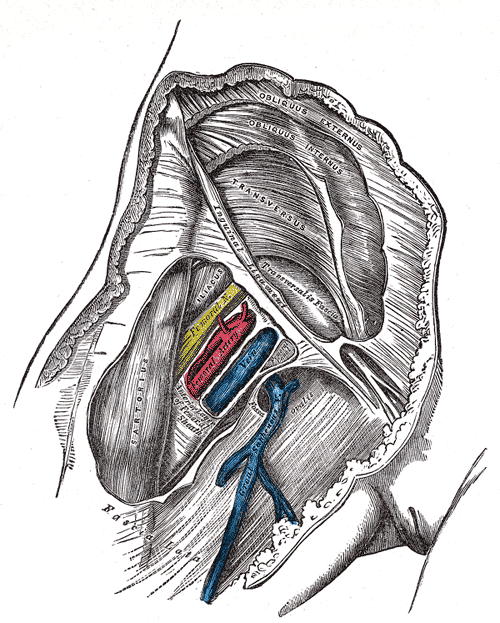
Femoral sheath laid open to show its three compartments.
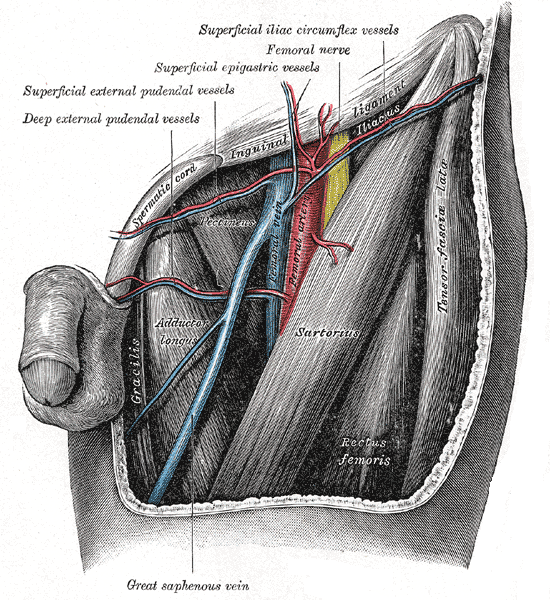
The left femoral triangle.
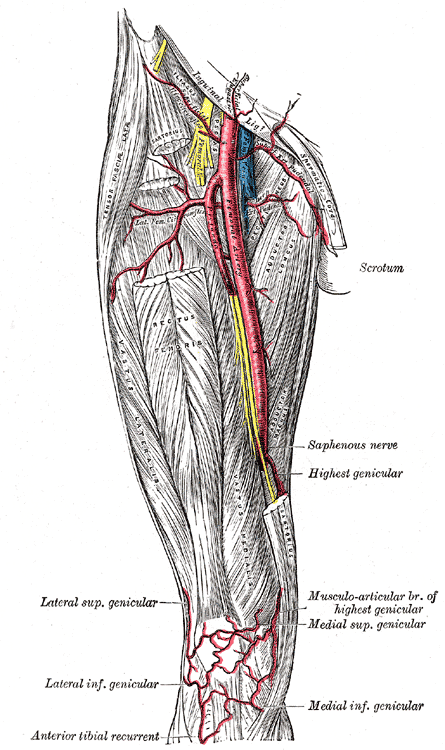
The femoral artery.
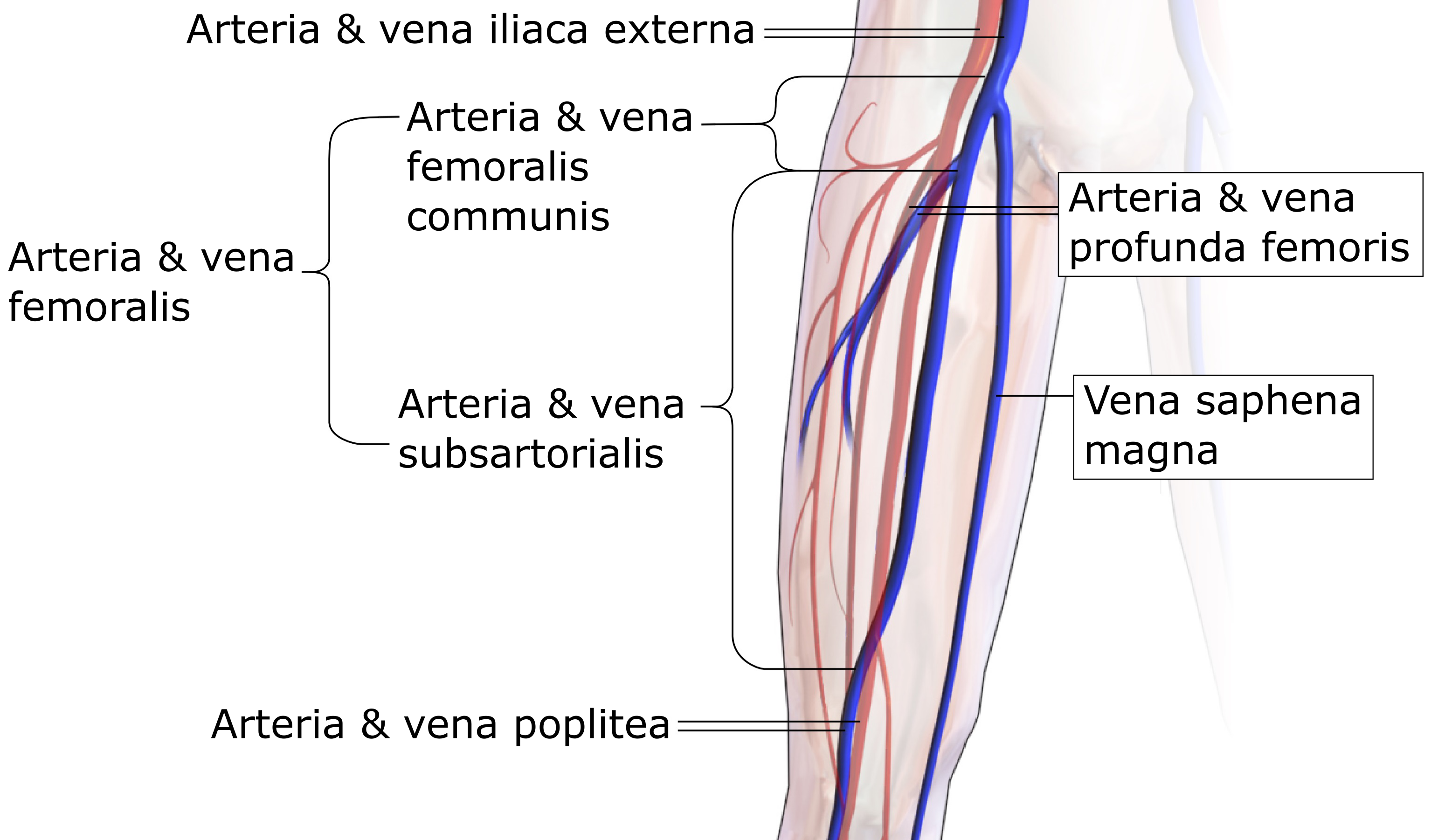
Segments of the femoral artery.
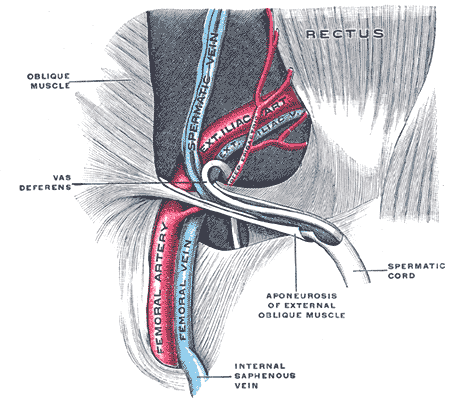
The spermatic cord in the inguinal canal.
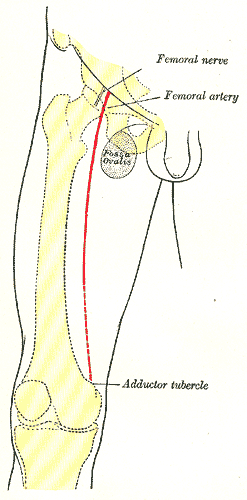
Front of right thigh, showing surface markings for bones, femoral artery and femoral nerve.
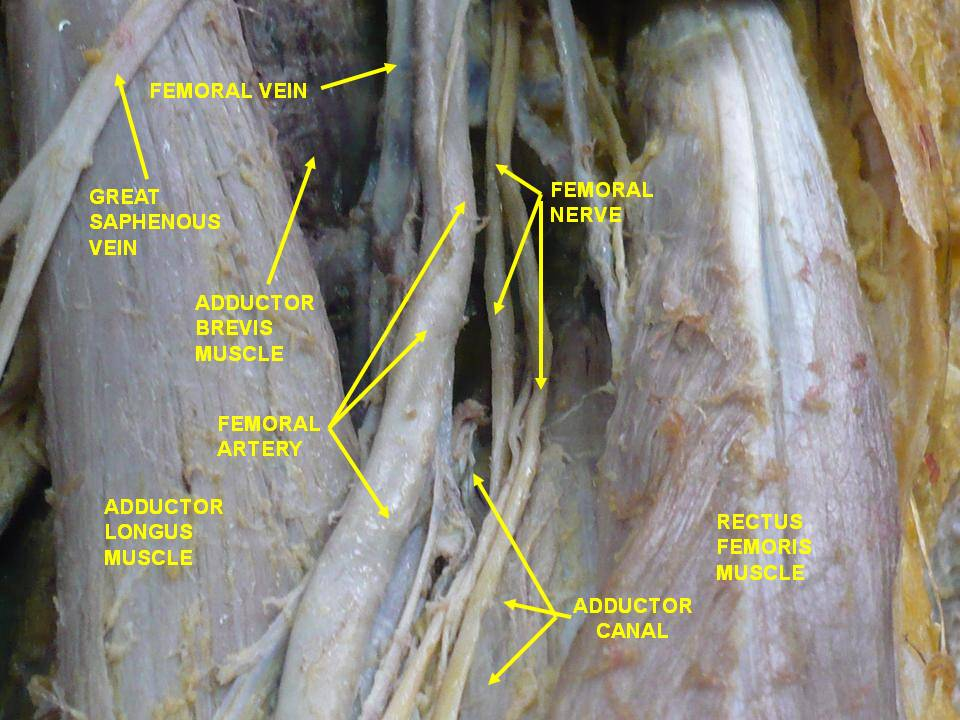
Femoral artery, deep section.
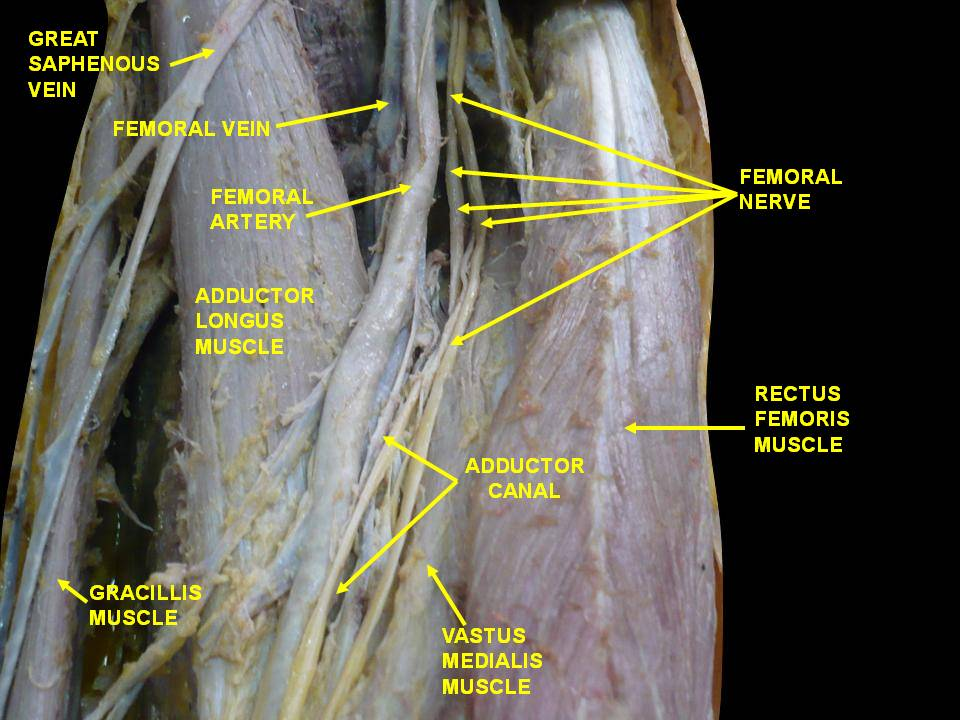
Femoral artery, deep section.